# Justus van Attevelt
Justus van Attevelt, ook Joost van Atteveld genoemd (Utrecht, 1621 – aldaar, 13 november 1692) was een Noord-Nederlands genealoog, heraldicus, kunstschilder en tekenaar.

## Levensloop
Van Attevelt was in 1656 overman van het Sint-Lucasgilde in Utrecht. Hij woonde in 1658 in de Voorstraat in Utrecht tegenover het Grote Vleeshuis. Hij was een genealoog en heraldicus en heeft op dat gebied veel tekeningen gemaakt. In 1647 kopieerde hij een glas-in-loodraam in het Duitse Huis in Utrecht en in 1649 ontwierp hij het zegel voor de stad. In een oorkonde uit 1680 wordt hij "Constschilder" genoemd. In 1683-1684 ontwierp hij een reeks glas-in-loodramen voor de Nederlands Hervormde kerk in Polsbroek. Volgens kunsthistoricus Ernst Wilhelm Moes was hij de vader van Diederik van Attevelt, van wie een reeks tekeningen van munten en zegels van het Sticht Utrecht bekend zijn. Van Van Attevelt is een portret bewaard gebleven getekend door Tako Hajo Jelgersma naar een zelfportret door Van Attevelt met het onderschrift "Ipse se pinxit 1683 Ætat. 62 [-] Obiit 13 Novembris 1692" (Hij heeft dit zelf geschilderd [in] 1683 op 62-jarige leeftijd. Hij overleed [op] 13 november 1692).